# Áno Aiyialós
Áno Aiyialós (Ano Aigialos) är en ort i Grekland.   Den ligger i prefekturen Nomós Korinthías och regionen Peloponnesos, i den centrala delen av landet, 120 km väster om huvudstaden Aten. Áno Aiyialós ligger 219 meter över havet och antalet invånare är 136.
Terrängen runt Áno Aiyialós är varierad. Havet är nära Áno Aiyialós åt nordost. Runt Áno Aiyialós är det ganska glesbefolkat, med 40 invånare per kvadratkilometer. Närmaste större samhälle är Siliveniótika, 7,5 km nordväst om Áno Aiyialós. 